# Шилльгард, Луиза
Луиза Аннели Шилльгард (швед. Louise Anneli Schillgard; род. 23 октября 1989, Стокгольм) — шведская футболистка, выступающая на позиции полузащитника. Её последним клубом в карьере является «Бостон Брейкерс» из американской Национальной женской футбольной лиги (NWSL), за который она играла в 2016 году. Она не играла в 2015 году, но провела часть 2014 года в «Эльте» из Элитэттана на правах аренды, будучи футболисткой английского «Ливерпуля» из Женской суперлиги Футбольной ассоциации. На клубном уровне Шилльгард также выступала за «Линчёпинг» в шведском Дамаллсвенскане, «Хаммарбю», АИК, «Вестерн Сидней Уондерерс» в австралийской W-лиге и «Эспаньол» в испанской женской Суперлиге. Она провела 23 матча за женскую сборную Швеции и представляла свою страну на женском чемпионате Европы 2009 года в Финляндии.

## Клубная карьера
Прозванная Лолло Луиза подписала двухлетнее продление своего контракта с «Линчёпингом» в октябре 2011 года.
12 декабря 2012 года стало известно, что Шилльгард подписала контракт с «Ливерпулем». 29 сентября 2013 года, в решающем матче сезона, завершившемся победой (2:0) её команды над «Бристолем Сити», Шилльгард забила первый гол «Ливерпуля» с пенальти и помогла тем самым ему завоевать свой первый титул чемпиона лиги. Шилльгард покинула «Ливерпуль», перейдя на правах аренды в январе 2014 года в шведскую «Эльту» из Элитэттана. Это решение было связано с планированием её свадьбы. Она намеревалась вернуться в «Ливерпуль» для участия в женской Лиге Чемпионов УЕФА в сезоне 2014/2015.
30 июня 2014 года 24-летняя Шилльгард внезапно объявила о своём уходе из футбола. Играя на высшем уровне с 14 лет, она хотела отдать приоритет своей семейной жизни, но не исключила в будущем возвращение в профессиональный футбол.
В январе 2016 года её бывший тренер из «Ливерпуля» Мэтт Бирд подписал её в свой новый клуб «Бостон Брейкерс» из американской Национальной женской футбольной лиги (NWSL).
10 ноября 2016 года, после одного проведённого сезона за «Бостон Брейкерс», этот клуб объявил о том, что Шилльгард не будет играть в сезоне 2017 года по личным причинам.

## Карьера в сборной
В сентябре 2008 года Луиза дебютировала за женскую сборную Швеции в матче против Румынии, а также выступала за неё на чемпионате Европы 2009 года. Впоследствии она принимала участие в отборочном турнире чемпионата мира 2011 года, но не была включена в состав для участия в финальном этапе турнира.
Она также не принимала участие на олимпийском футбольном турнире 2012 года в Лондоне и женском чемпионате Европы 2013 года, который принимала у себя Швеция. Разочарованная Шилльгард подозревала, что её исключали скорее из-за её характера, нежели из-за её способностей.

## Достижения
«Ливерпуль»
- Победитель Женской суперлиги Футбольной ассоциации: 2013